# Остин, Эрнест Эдвард
Эрнест Эдвард Остин (англ. Ernest Edward Austen; 1867, Лондон, Великобритания — 16 января 1938, Лондон) — английский биолог, энтомолог, диптеролог.

## Биография
Окончил Гейдельбергский университет. В 1889 году поступил на работу в Музей естественной истории в Лондоне, с 1927 по 1932 год был куратором отдела энтомологии.
В качестве натуралиста принимал участие в научной экспедиции в Бразилию в 1895—1896 годах. Под руководством Рональда Росса в 1899 году участвовал в создании филиала Ливерпульской школы тропической медицины в Сьерра-Леоне.
Э. Остин в 1913—1914 годах участвовал в работе комиссии по изучению сонной болезни инфицированных мухой цеце и саранчёй. Был награждён медалью Мэри Кингсли Ливерпульской школы тропической медицины. Член многих научных обществ, в частности, Лондонского зоологического общества.
Э. Остин — специалист по двукрылым и перепончатокрылым насекомым. Его коллекция насекомых Амазонки и Сьерра-Леоне находится ныне в Музее естественной истории в Лондоне.
Он автор «Illustrations of British Blood-Sucking Flies» (1906), проиллюстрированной Амедео Терци, ряда работ о вредных насекомых, таких как клещи, клопы и синантропные мухи, разносчиках болезней Diptera.

## Избранные публикации
- A Monograph of the Tsetse-Flies-genus Glossina, Westwood-based on the collection in the British Museum (Londres, 1903),
- A handbook of the Tsetse-Flies (Genus Glossina) (Longmans & Co., 1911)
- The House-Fly as a Danger to Health et The House-Fly: its life-history and practical measures for its suppression
- Bombyliidae of Palestine (Лондон, 1937).